# Жонатан Шмід
Жонатан Шмід (фр. Jonathan Schmid, нар. 26 червня 1990, Страсбург) — французький футболіст, захисник, півзахисник люксембурзького клубу «Прогрес» (Нідеркорн).

## Ігрова кар'єра
Народився 26 червня 1990 року в місті Страсбург у родині австрійця й ельзаски. У чотири роки Шмід почав займатися в дитячій команді клубу «Страсбур», але в 16 років гравець клуб покинув, граючи спочатку в регіональних французьких, а потім німецьких клубах, поки не перейшов у 2008 році до складу «Фрайбурга». З 2009 року почав виступати за другу команду «Фрайбурга», в якій провів два сезони, взявши участь у 61 матчі чемпіонату.
22 січня 2011 року в матчі проти «Нюрнберга» Жонатан дебютував за першу команду в Бундеслізі. 5 лютого 2012 року в поєдинку проти бременського «Вердера» Жонатан забив свій перший гол за «Фрайбург». За підсумками сезону 2014/15, незважаючи на виліт клубу у Другу Бундеслігу, Шмід став найкращим асистентом команди й одним із найкращих за кількістю точних передач у чемпіонаті.
Влітку 2015 року Жонатан перейшов у «Гоффенгайм 1899» як частина угоди по переходу Вінченцо Гріфо у зворотньому напрямку. Сума трансферу склала 3,5 млн євро. Відтоді встиг відіграти за гоффенгаймський клуб 23 матчі в національному чемпіонаті.